# Afterglow (piosenka)
Afterglow (Poświata) – ballada rockowa brytyjskiej grupy Genesis zamieszczona na albumie Wind & Wuthering wydanym w 1976.

## Kompozycja
Utwór  zamyka album i jest powiązany płynnym przejściem za pomocą progresji akordowej z poprzednią kompozycją „...In That Quiet Earth”. Struktura utworu jest bardzo prosta, bez zbędnych ozdobników i aranżacji, podobnie prosty jest tekst mówiący o tęsknocie i uczuciach człowieka, który doznał nieszczęścia. Tony Banks napisał go niemal w takim czasie jaki potrzebny jest do jego zagrania. Kompozycja jest w tonacji G-dur, z dwoma przejściami do E-dur w ostatnich wersach dwóch zwrotek. Jest to dość mocna ballada – choć zaczyna się delikatnym riffem gitarowym na tle organów, to stopniowo dołączają basy, mocny wokal Phila Collinsa i nadający symfoniczne brzmienie melotron. Istotną rolę odgrywa perkusja, której rytm doskonale podkreśla harmonię utworu. Piosenka szczególnie dobrze brzmiała na koncertach, kiedy Collins po skończeniu partii wokalnej zasiadał do perkusji i grał finałową sekcję w duecie z Chesterem Thompsonem, co niosło w sobie duży ładunek ekspresji i emocji.
Afterglow spotkał się z bardzo dobrym przyjęciem, jeden z krytyków napisał po premierze albumu:

 Jeśli po wysłuchaniu tego utworu nie ma się łez w oczach, to nie jest się człowiekiem

Od momentu wydania utworu na płycie zespół wykonywał go niemal na wszystkich trasach koncertowych, zwykle jako zakończenie trwającego kilkanaście minut medleyu starszych utworów grupy, stanowiąc przeciwwagę dla ciężkiego brzmienia zawartego w tym zestawie.

## Wykonawcy
- Tony Banks – instrumenty klawiszowe: organy, melotron,
- Phil Collins – perkusja, śpiew
- Steve Hackett – gitara elektryczna
- Mike Rutherford – gitara basowa, pedały basowe